# Fenotípus
A fenotípus a genetika területén használatos kifejezés, mely az adott élőlény megfigyelhető jellemzőinek vagy adottságainak összességét jelenti. Egy egyed fenotípusán érthetjük teljes fizikai megjelenését, vagy egy specifikus jelleg megjelenését, úgy mint a szemszín, amely variálódik az egyedek között. A fenotípus a genotípus, vagy az egyed kromoszómáin hordozott allélek jelenléte alapján határozható meg. A fenotípus a legtöbb esetben számos géntől és a környezeti hatásoktól együttesen függ. Azonban nem minden allél jelenlétéből lehet következtetni a fenotípusra.
Mivel fenotípust jelentősen könnyebb meghatározni, mint genotípust (hiszen nem igényel szekvenálást, vagy komolyabb kémiai műveleteket), ezért a klasszikus genetika a gének funkciójának megismerésére a fenotípus vizsgálatát alkalmazza. Ebből kiindulva, csak a genetikusok tudtak levezetni külső jellegből öröklődési mintázatokat a molekuláris biológia ismerete nélkül.
A feno- és genotípus közötti összefüggést leggyakrabban a következő egyenlettel szemléltetik:
genotípus + környezet → fenotípus
Egy kissé pontosabb összefüggés:
genotípus + környezet + véletlen-variációk → fenotípus
A fenotípus jelentőségének bemutatására megfelelő példa lehet a Drosophila melanogaster (ecetmuslica), melynek szemszáma annyira variálódhat a bal és jobb oldala között egy egyedben, amennyire a genotípusok variálódhatnak.
A fenotípus tehát lényegében bármely kimutatható (szerkezeti, biokémikus, élettani vagy pszichológiai) jellege egy egyednek, amelyet a genotípusa és a környezeti hatások interakciója határoz meg.